# Mesure gaussienne
En analyse, les mesures gaussiennes sont des mesures qui ont une mesure image avec une densité normale sur {\displaystyle \mathbb {R} }.

## Définition

### Mesure gaussienne dans des espaces de dimension finie

#### En dimension 1
Une mesure de probabilité de Borel {\displaystyle \gamma } sur {\displaystyle \mathbb {R} } est une mesure gaussienne si l'une des deux conditions suivantes est vérifiée : 
- c'est la mesure de Dirac {\displaystyle \gamma :=\delta _{p}} en un point {\displaystyle p}
- elle a la forme suivante

{\displaystyle \gamma (B)={\frac {1}{\sigma {\sqrt {2\pi }}}}\int _{B}\exp \left(-{\frac {(x-a)^{2}}{2\sigma ^{2}}}\right)\mathrm {d} x,\qquad B\in {\mathcal {B}}(\mathbb {R} )}
par rapport à la mesure de Lebesgue.
Le second cas est dit non dégénéré.

#### En dimensiond
Une mesure de probabilité de Borel sur {\displaystyle \mathbb {R} ^{d}} est une mesure gaussienne si pour toute fonctionnelle linéaire {\displaystyle f\in (\mathbb {R} ^{d})^{*}}, la mesure {\displaystyle \gamma \circ f^{-1}} est une mesure gaussienne sur {\displaystyle \mathbb {R} }.

### Mesure gaussienne dans des espaces de dimension infinie

#### Espace localement convexe
Soit {\displaystyle X} un espace localement convexe et {\displaystyle {\mathcal {E}}(X)} la tribu généré par tous les sous-ensembles cylindriques de {\displaystyle X}, telle que toutes les fonctionnelles {\displaystyle f\in X^{*}} soient mesurables.
Une mesure de probabilité {\displaystyle \gamma } sur {\displaystyle {\mathcal {E}}(X)} est gaussienne si pour toute fonctionnelle {\displaystyle f\in X^{*}} la mesure {\displaystyle \gamma \circ f^{-1}} est une mesure gaussienne sur {\displaystyle \mathbb {R} }.